# Xã Manchester, Quận York, Pennsylvania
Xã Manchester (tiếng Anh: Manchester Township) là một xã thuộc quận York, tiểu bang Pennsylvania, Hoa Kỳ. Năm 2010, dân số của xã này là 18.161 người.